# Expresso Fortaleza
Expresso Fortaleza é um serviço de ônibus de trânsito rápido (português brasileiro) ou autocarro de trânsito rápido (português europeu) (em inglês: Bus rapid transit, BRT) que atende a cidade de Fortaleza, estado do Ceará, no Brasil.
O serviço é constituído de dois corredores de ônibus estruturados (Antônio Bezerra-Centro e Messejana-Centro) localizados nas avenidas Bezerra de Meneses e Aguanambi.
O Expresso Fortaleza foi inaugurado oficialmente no dia 18 de abril de 2015, com a presença do então Prefeito da cidade de Fortaleza, Roberto Cláudio, e do então Governador do Estado do Ceará, Camilo Santana, por meio da entrega da primeira etapa do Corredor Antônio Bezerra-Centro, na Avenida Bezerra de Menezes.
Nos últimos anos o sistema passou para uma série de desinvestimentos, passando pelo cancelamento de projetos e a venda de 7 dos 8 articulados adquiridos por aproximadamente R$ 6 milhões.

## Histórico

### Antecedentes
A primeira tentativa de se implantar um sistema rápido de ônibus de alta capacidade na capital cearense se deu na década de 1990. No dia 31 de dezembro de 1989, numa solenidade na Avenida Beira Mar, o então prefeito Ciro Gomes entregou oficialmente a população de Fortaleza os dois primeiros ônibus articulados da capital. Os veículos desfilaram na orla marítima e pelas principais avenidas da cidade, despertando curiosidade por onde passavam.
O ônibus "sanfona", como era conhecido popularmente, era na época uma grande novidade. Os veículos tinham 18 metros de comprimento, três portas de acesso, capacidade para transportar 200 pessoas, e operado pela então Companhia de Transporte Coletivo (CTC), a empresa pública de ônibus municipal da época. Cada veículo custou 700 mil cruzados novos e foram incorporados à frota de maneira experimental com objetivo de acabar com as filas e o excesso de lotação.
O então Secretário municipal de Transportes, Antônio de Figueiredo, disse que os veículos fariam parte do novo sistema de transporte de massa de Fortaleza, cuja ideia seria integrar as principais linhas e corredores da cidade, o que seria o atual sistema integrado por terminais, posto em prática no ano de 1992. Figueiredo também ressaltou que posteriormente, com a implantação do Metrô de Fortaleza, o sistema seria integrado a esse tipo de transporte.
Já em 1990, na gestão do Prefeito Juraci Magalhães, a CTC recebe mais dois modelos de articulados idênticos, totalizando quatro. Dois anos depois, com a implantação do Sistema integrado em 1992, os articulados recebem a pintura "troncal" (vermelho e azul), passando a operar também em outras linhas com grande demanda de passageiros.
Em 1999 a Prefeitura apresentou plano de transporte coletivo e viário para a cidade. As alternativas incluíam a implantação de semáforos inteligentes, integração rodoviária e a volta dos veículos articulados para os horários de pico, para serem integrados ao Metrô. Ainda em 1999, ônibus sanfonados foram adaptados para rodar em Fortaleza em fase de testes durante um tempo, mas não foram adquiridos pela CTC, sendo devolvidos posteriormente.
No início da década de 2000, os 4 ônibus foram desativados, sendo guardados na sede da Companhia de Transporte Coletivo, onde permanecem esquecidos e ao relento até hoje.
Em 2010 a Prefeitura Municipal de Fortaleza anunciou um pacote de obras na cidade com o objetivo se preparar para receber parte dos jogos da Copa do Mundo de Futebol de 2014, após ser escolhida como uma das 12 cidades-sede. Entre o pacote de intervenções na área da mobilidade urbana estava a construção de três novos corredores de BRT: BRT da Avenida Dedé Brasil (Atual Avenida Silas Munguba), BRT da Avenida Paulino Rocha e BRT da Avenida Alberto Craveiro. Os três novos corredores previam o alargamento das vias e obras de drenagem, terraplenagem, pavimentação, urbanização, paisagismo e sinalização viária.
Entretanto, devido a atrasos e falta de recursos, os projetos dos três BRT’s tiveram que ser descartados e substituídos por outras obras de melhorias nas vias. Ao invés dos corredores expressos de ônibus, as avenidas receberam apenas obras de alargamento, de drenagem, de pavimentação, além de novas sinalizações de trânsito, dentre outras. Na Avenida Paulino Rocha, em específico, foi realizada, ainda, a construção de um túnel e de uma rotatória para melhorar o fluxo nos arredores da Arena Castelão.
Mesmo assim, apenas as reformas nas avenidas Paulino Rocha e Alberto Craveiro ficaram prontas até a Copa.

### Experiencia com o BRS (Bus Rapid System)
No dia 13 de agosto de 2012, na gestão da então prefeita Luizianne Lins o trânsito da Avenida Bezerra de Menezes sofreu grandes modificações, com a destinação de duas das quatro faixas de tráfego da via para a circulação preferencial de ônibus, veículos do transporte complementar e táxi com passageiros.
Essas mudanças ocorreram fruto da implantação do Serviço Rápido de Ônibus de Fortaleza (BRS-FOR), um predecessor da atual rede de faixas exclusivas para ônibus e do Expresso Fortaleza. As faixas preferenciais foram separadas das outras através de uma linha contínua de cor azul e tinham um horário de funcionamento determinado aos sábados e dias e úteis, não funcionando aos domingos e feriados.
Os carros, motos e caminhões poderiam acessar as faixas, mas somente para ter acesso a algum local ou rua que ficasse na área preferencial por, no máximo, 100 metros. Essa característica é atribuída ao caráter "preferencial" e não "exclusivo" das faixas do sistema de BRS da capital cearense.
Como era uma novidade, o seu inicio gerou grande confusão e reclamações, ocorrendo no primeiro dia de implementação engarrafamento, colisão entre um carro e um ônibus, motoristas estressados, além de desrespeito às faixas preferenciais por parte de condutores de motos, caminhões e carros.
Outra peculiaridade do sistema implantado na Avenida Bezerra de Menezes diz respeito as linhas que foram divididas em três grupos e cada uma tendo seus próprios pontos de parada. As linhas foram divididas nos grupos 1, 2 e 3 e passaram a ser identificadas por um adesivo afixado no vidro da frente dos coletivos. Ao trafegarem na Avenida Bezerra de Menezes, essas linhas paravam somente nos pontos que tiverem a sinalização correspondente a elas. O ônibus classificado no grupo 1, por exemplo, só parava para realizar o embarque e desembarque dos seus passageiros nas paradas que tiverem a identificação BRS-FOR1. Cada um dos três grupos contava com ônibus urbanos, complementares urbano e metropolitanos. Assim como a identificação nos ônibus, todos os abrigos eram sinalizados com os números 1, 2 ou 3 e continham informações das linhas que realizam o embarque e desembarque naquele local. A distância entre esses pontos de parada era de 600 metros.

### Implantação do BRT (Bus Rapid Transit)
O passo inicial para a implementação do primeiro corredor de ônibus de trânsito rápido da cidade foi a construção de dois grandes viadutos no cruzamento das avenidas Antônio Sales e Engenheiro Santana Junior, no bairro Cocó, apresentada pela prefeitura no dia 5 de julho de 2013, em uma região de intenso fluxo de veículos da capital. A obra orçada em R$ 17 milhões, foi anunciada pela prefeitura de Fortaleza como solução para os congestionamentos na área, reduzindo o tempo médio do trecho para motoristas de 30 para 3 minutos, e viabilizando a implantação da primeira fase do Expresso Fortaleza.  

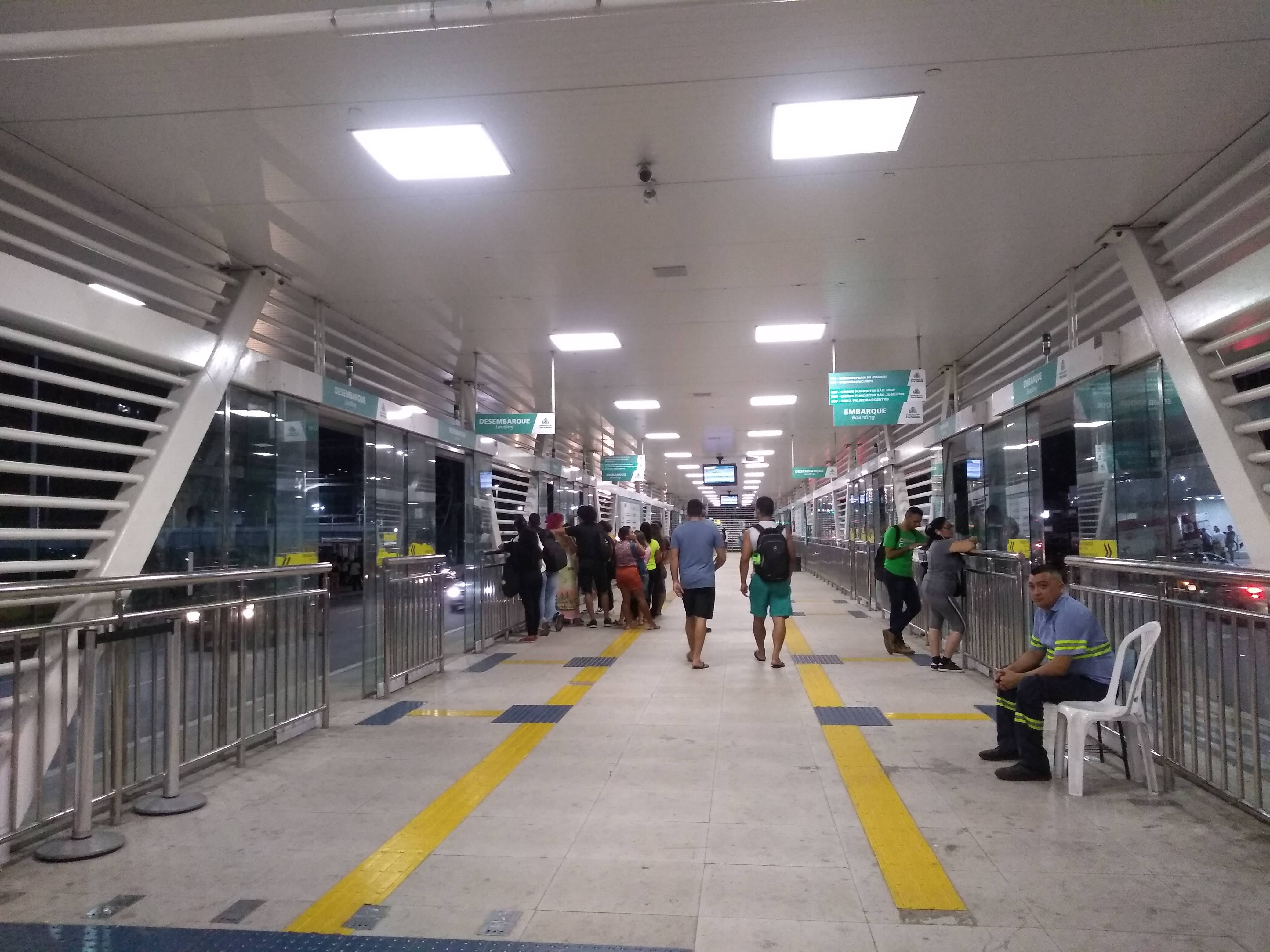
Interior de uma estação do BRT na avenida Aguanambi.

Para o inicio da obra, a prefeitura afirmou que era necessário o corte de 94 árvores do Parque do Cocó. No mesmo dia grupos organizados em redes sociais criticaram a estrutura do projeto. Eles citaram a falta de planejamento urbano que contemple ciclistas e pedestres. As pessoas também criticaram a altura dos viadutos sobrepostos, que causa impacto urbano negativo e bloqueia a visão do Parque do Cocó para quem mora nos prédios da vizinhança.
Após uma serie de protestos, ocupações, liminares e problemas judiciais, a outra teve início. Foi liberado no dia 24 de outubro de 2014 o primeiro nível do complexo viário, sendo o segundo liberado no mês seguinte em 2 de novembro, com a inauguração oficial realizada pela Prefeitura de Fortaleza no dia 29 daquele mesmo mês.
Outro importante passo dado para a implantação do BRT foi a reforma e ampliação do Terminal Antônio Bezerra, entregue no dia 19 de setembro de 2014 pelo Prefeito Roberto Cláudio.
No dia 18 de abril de 2015 foi inaugurada a primeira etapa do Corredor Antônio Bezerra-Papicu, com os ônibus que trafegam pela Avenida Bezerra de Menezes passando para as faixas da esquerda e utilizando paradas no canteiro central da via, além de modificação de algumas linhas. Enquanto as estações especiais, para embarque e desembarque dos BRTs só foram inauguradas no dia 18 de julho de 2015.
Em outubro de 2014 chegou a Fortaleza o primeiro dos 8 ônibus articulados previstos para rodar na primeira etapa do Corredor Antônio Bezerra-Papicu, marcando a volta dos ônibus articulados a Fortaleza após 14 anos. Os veículos eram equipados com ar condicionado, suspensão a ar, 6 portas sendo 3 convencionais a direita e 3 elevadas a esquerda para embarque em nível nas estações, motor central ou traseiro, câmbio automático, gps, piso taraflex, e assentos acolchoados.
Em 15 janeiro de 2016 foi assinada a ordem de serviço para o início das obras de requalificação da Avenida Aguanambi para o corredor Messejana-Centro.
No dia 28 de Dezembro de 2018, foi inaugurado as novas estações do BRT na avenida Aguanambi, funcionando inicialmente em fase de testes com duas linhas operantes. O numero de linhas operadas no corredor foi aumentado de forma gradativa, com o objetivo de assegurar que a população e os próprios motoristas dos coletivos se acostumassem com o novo serviço.

## Corredores BRT
Atualmente estão em funcionamento dois corredores estruturados de BRT na cidade: Antônio Bezerra-Centro e Messejana-Centro. Os dois corredores atendem aos terminais de integração do Antônio Bezerra e Messejana, além do centro da capital, passando por importantes avenidas da cidade.

### Corredor Antônio Bezerra-Centro
Foi o primeiro corredor do sistema de BRT a ter suas obras iniciadas e a ser entregue a população. Seu traçado liga os Terminais Antônio Bezerra e Papicu passando pelo Centro da capital, com 17,4 km de extensão e 11 (onze) estações, sendo 10 (dez) localizadas na Avenida Bezerra de Menezes e 1 (uma) na Rua Meton de Alencar, ao lado do tradicional Mercado São Sebastião.
Conta com 2 viadutos (Celina Queiroz e Reitor Antônio Martins Filho, no bairro Cocó) e 2 tuneis (Av. Bezerra de Menezes com Avenida Humberto Monte e Av. Eng. Santana Junior com Avenida Padre Antônio Tomas).
As obras iniciaram no dia 12 de julho de 2013 com um processo de corte de 94 árvores do Parque do Cocó, o que gerou uma serie de protestos. O prefeito de Fortaleza, Roberto Cláudio, na época afirmou que as árvores derrubadas não são nativas da região, classificando-as como "invasoras". A Prefeitura também se defendeu afirmando que, para cada árvore cortada, outras seis serão replantadas no parque, o dobro do que exige a lei ambiental. Manifestantes contrários à obra iniciaram um acampamento na área. Cerca de 20 barracas são montadas e um grupo de 40 pessoas passaram a se revezar na ocupação do Parque. Em meio a protestos, a Prefeitura de Fortaleza inicia o replantio de árvores no Parque do Cocó. Segundo a prefeitura, as árvores são nativas da região e são recolocadas na proporção de seis para cada uma derrubada, o dobro do que prevê a legislação ambiental. Um laudo do Ibama então afirmou que a obra foi realizada de forma irregular, em área da União e sem autorização do poder federal. O laudo elaborado pelo Ibama, comprova que o desmatamento no Cocó foi realizado em área de manguezal, considerada pelo Código Florestal como área de preservação permanente, além de área de relevante interesse ambiental para a cidade de Fortaleza.
Após audiência pública realizada no auditório do Ministério Público Federal (MPF-CE), o órgão anunciou que iria questionar a obra. Na mesma audiência, o superintendente do Patrimônio da União do Estado do Ceará (SPU-CE), Jorge Luiz Queiroz, anunciou que iria pedir o embargo da obra. O Impasse do Parque do Cocó passou a ser caso de Justiça e começa uma batalha de liminares e determinações judiciais. Em 16 de julho de 2013 o MPF por meio do procurador Oscar Costa Filho, pede o embargo da obra. O MPF alega que a área afeta terreno na época da União e foi iniciada sem a permissão desta esfera do poder. A obra possuía autorização dos órgãos estaduais e municipais. No mesmo dia, o juiz Francisco Chagas Barreto Alves, da 2ª Vara da Fazenda Pública da Comarca de Fortaleza, determinou de forma liminar a suspensão das obras dos viadutos. O prefeito de Fortaleza, Roberto Cláudio afirmou que iria recorrer da decisão, e as obras ficaram paradas.
A justiça derruba a decisão liminar que impedia a continuidade das obras, e a Prefeitura de Fortaleza afirma que vai seguir com a construção dos viadutos. O então governador do Ceará, Cid Gomes, que apoiava as obras de responsabilidade da Prefeitura de Fortaleza, fez uma visita surpresa ao acampamento do Parque do Cocó para dialogar com os manifestantes. Cid escuta críticas dos manifestantes e tem um bate-boca com o vereador João Alfredo (PSOL), que é contrário à construção dos viadutos. Cid propõe ao grupo que eles saiam do acampamento e liberem a obras em troca da "legalização do Cocó". A legalização tornaria o Parque do Cocó protegido por lei e nele não seriam permitidas outras intervenções que pudessem gerar impacto ambiental. Os ativistas afirmam que são a favor da legalização, mas "não abrem mão" do acampamento e vão "lutar" contra os viadutos por causa dos impactos ambientais da obra. Após horas de debate, Cid Gomes deixa o local na madrugada de 7 de agosto sob vaia do grupo.
A Guarda Municipal de Fortaleza expulsou os manifestantes acampados no Parque do Cocó durante a madrugada. Os ativistas resistiram ao ato, e a Guarda Municipal fez uso de tiros de bala de borracha, spray de pimenta e gás lacrimogêneo. Dezenas de campistas foram feridos e denunciaram suposto abuso de poder dos guardas municipais. Após a expulsão, as máquinas voltam a trabalhar no local e derrubam o restante das árvores que a prefeitura diz ser necessária para as obras. À tarde, manifestantes entram em conflito com a Guarda Municipal. A justiça Federal embarga as obras do Cocó mais uma vez a pedido do Ministério Público Federal. A nova decisão determina também que policiais e máquinas que realizam as obras sejam retiradas do Parque do Cocó. Após decisão judicial que autoriza continuidade das obras e nova retiradas dos manifestantes do Parque do Cocó, órgãos debatem uma possível solução para o impasse sem que haja retirada com força policial. A decisão da Justiça determina que retirada seja realizada durante o dia (e não de madrugada, como foi feito na primeira vez) e com a presença de promotores da Justiça. A ação também deveria ser filmada.
A Justiça concede à Prefeitura de Fortaleza o direito de retirar os manifestantes da área. O texto da determinação registra que a "ocupação irregular ocorre em protesto contra a realização de obra para construção de viadutos no cruzamento das avenidas mencionadas, bem como pela supressão de algumas árvores supostamente exóticas de pequena faixa de área (apesar do replantio em triplo)". Segundo a juíza, o grupo está "desvirtuando o uso comum e regular do denominado Parque do Cocó, com a instalação de barracas, cartazes, tapumes, entre outros, além do bloqueio de uma das principais entradas do Parque". 
No mesmo dia, o Ministério Público Federal pede na Justiça mais uma vez a paralisação das obras. Desta vez, o procurador Oscar Costa Filho afirma que a destruição da vegetação pela prefeitura foi três vezes maior que o previsto no projeto original. O juiz federal aceita o pedido feito pelo MPF no dia anterior, e as obras dos viadutos têm determinação para parar pela terceira vez. A decisão para retirar os manifestantes do local, no entanto, continua com autorização. Grupos se organizam na internet para resistir à ação de retirada dos manifestantes. Durante a manhã, Polícia Militar chega ao local para retirar os manifestantes do local. Grupos se acorrentam e se amarram às árvores para evitar a remoção.
Após uma serie de protestos, ocupações, liminares e problemas judiciais, foi liberado no dia 24 de outubro de 2014 o primeiro nível do complexo viário, sendo o segundo liberado no mês seguinte em 2 de novembro, com a inauguração oficial realizada pela Prefeitura de Fortaleza no dia 29 daquele mesmo mês.
Em 16 de Setembro de 2015, passou a ser disponibilizado wi-fi gratuito nas estações. Para utilizar, basta realizar o cadastro oferecido pela Coordenadoria de Ciência, Tecnologia e Inovação (Citinova). Os dados do usuário são solicitados e devem ser confirmados por e-mail. O acesso é liberado por cerca de uma hora e está limitado à área da estação. A capacidade e velocidade de acesso foram dimensionadas a partir de uma estimativa de quantidade de usuários das estações. O acesso é bloqueado para conteúdo impróprio.
No dia 18 de outubro de 2016 foi o inaugurado pelo então prefeito de Fortaleza Roberto Claudio e o governador do estado do Ceará Camilo Satana o túnel da avenida Engenheiro Santana Júnior com avenida Padre Antônio Tomás, sendo este, a última etapa do pacote de ações de mobilidade anunciados pela Prefeitura de Fortaleza para interligar os terminais do Papicu e do Antônio Bezerra. O túnel foi nomeado em homenagem ao ex-deputado estadual Wellington Landim, falecido em junho de 2015.

### Corredor Messejana-Centro

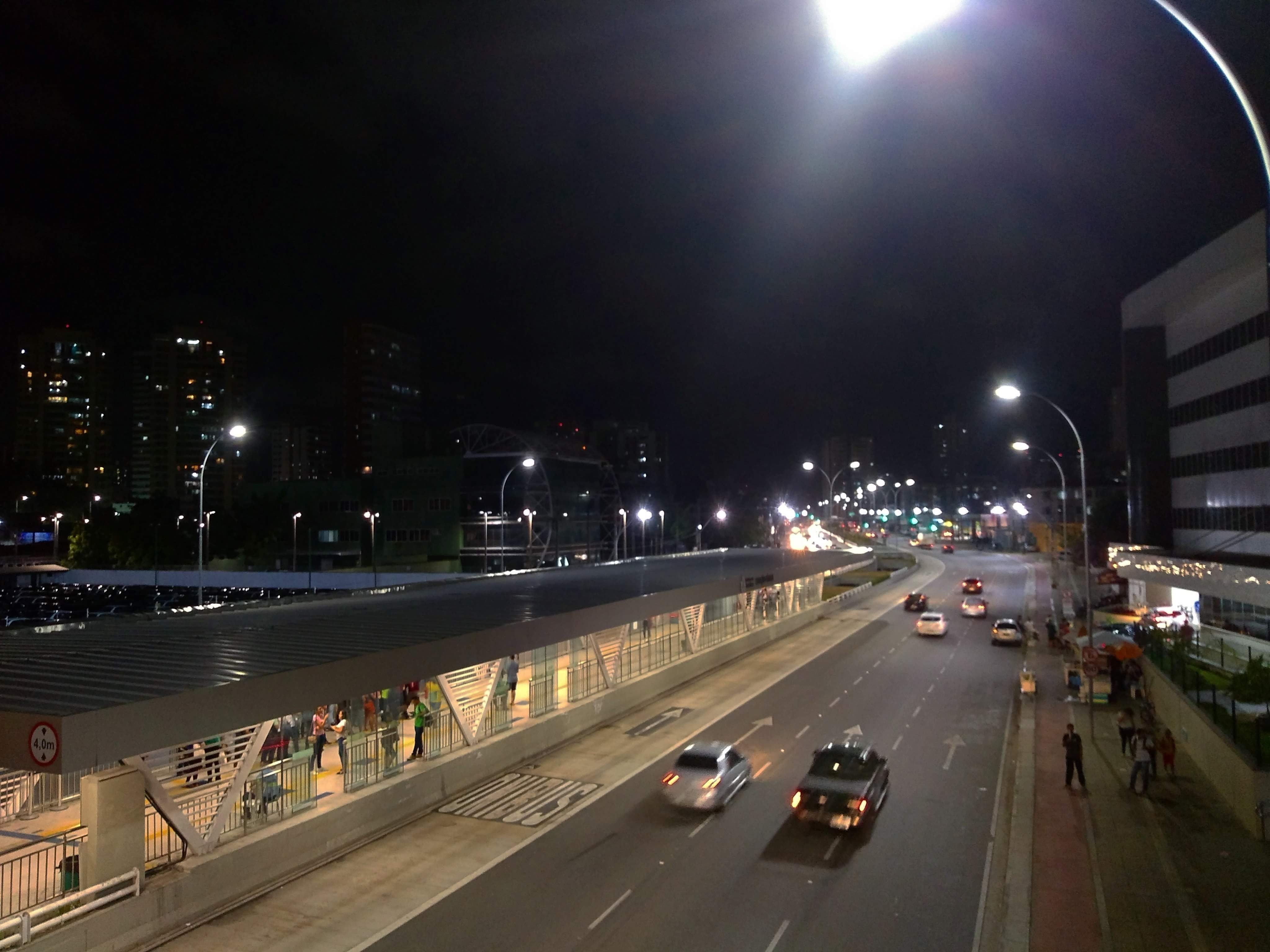
Vista da avenida Aguanambi, com a Estação Fátima do BRT a esquerda.

O Corredor Messejana-Centro, apresentado inicialmente como corredor BR 116-Aguanambi, tem como objetivo melhorar a velocidade ao transporte público na região entre o terminal de Messejana e o Centro de Fortaleza, por meio de faixas e corredores exclusivos localizados em importantes vias da cidade como avenida Aguanambi, BR-116 e a avenida Domingos Olímpio. O projeto de implantação do corredor BR 116-Aguanambi contou com investimentos orçados em cerca de R$ 290 milhões, sendo 50% financiado pelo BID e 50% do Governo Federal. 
O canteiro central ao longo da Avenida Aguanambi conta com 5 (Cinco) estações de embarque e desembarque dos ônibus articulados. A via conta, de cada lado, com três faixas para veículos e uma exclusiva para ônibus, localizada à esquerda, junto ao canteiro central e construída em concreto para melhor resistir ao intenso movimento de ônibus tipo articulado e pesado. À direita da avenida, estão localizadas as ciclovias junto às calçadas, que contam com projeto paisagístico de árvores e arbustos, sombreando todo o passeio. Com calçadas drenantes, conhecidas como “calçada verde”, o pedestre pode usufruir de calçadas amplas, acessíveis e ecológicas. Próximo à sede da Autarquia Municipal de Trânsito, Serviços Públicos e de Cidadania (AMC), onde existia um estreitamento na via, a avenida passou por um aumento do raio de curvatura no ponto. A correção foi necessária, segundo a prefeitura, para reduzir o número de acidentes de trânsito no local.

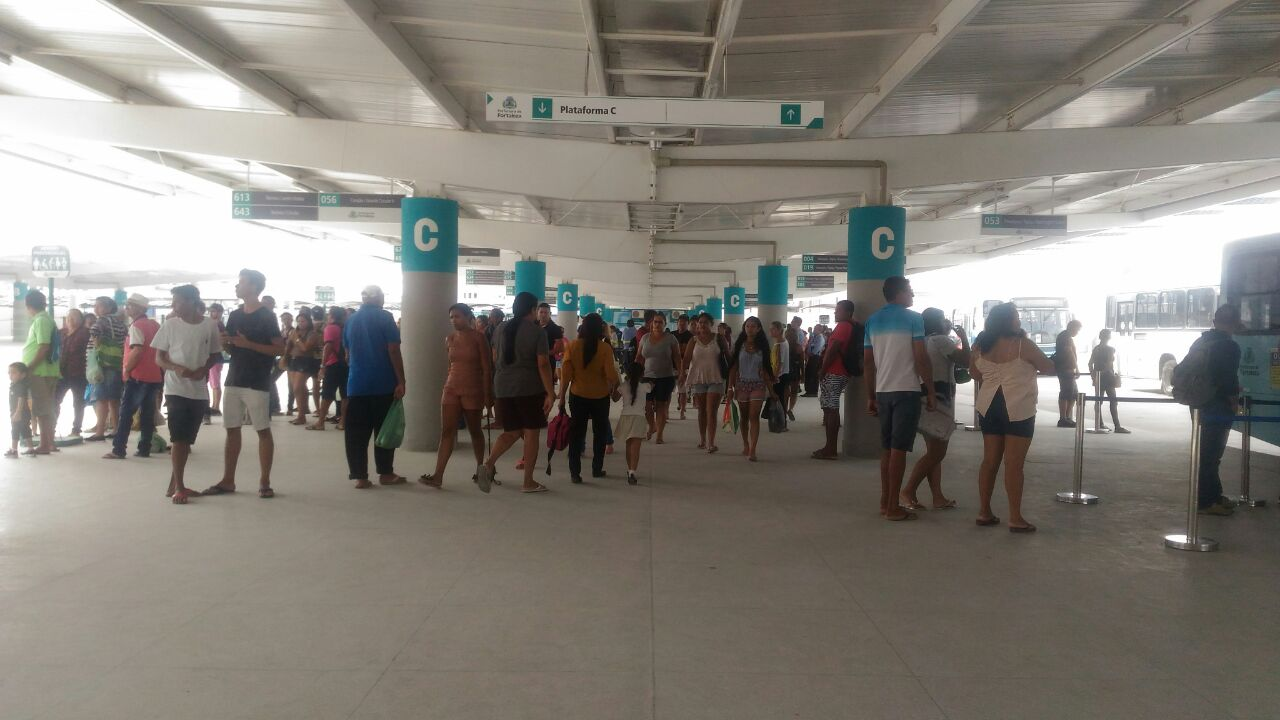
Plataforma C do terminal de Messejana.

Outra intervenção realizada foi a construção do novo terminal de Messejana, que teve uma ampliação de 70% do espaço, passando de 4 mil m² para 6,8 mil m² de área construída, passando a contar com três plataformas de embarque e desembarque, passarelas para pedestres, rampas e placas de sinalização de acordo com as normas de acessibilidade. Como parte do mesmo pacote de obras, uma nova praça está sendo construída em frente ao novo terminal e a Avenida Jornalista Tomaz Coelho está sendo ampliada para quatro faixas, sendo duas em cada sentido. Parte do corredor foi inaugurado em 28 de dezembro de 2018.

## Infraestrutura
O Sistema conta atualmente com 15 estações de embarque e desembarque, sendo dez localizadas no canteiro central da avenida Bezerra de Meneses; uma na rua Meton de Alencar, e mais quatro na avenida Aguanambi. Se complementa ao Expresso Fortaleza, além das estações, uma rede de faixas e corredores exclusivos de ônibus em vias da cidade. O BRT também se integra a algumas estações do sistema de bicicletas compartilhas de Fortaleza, o Bicicletar.

### Estações

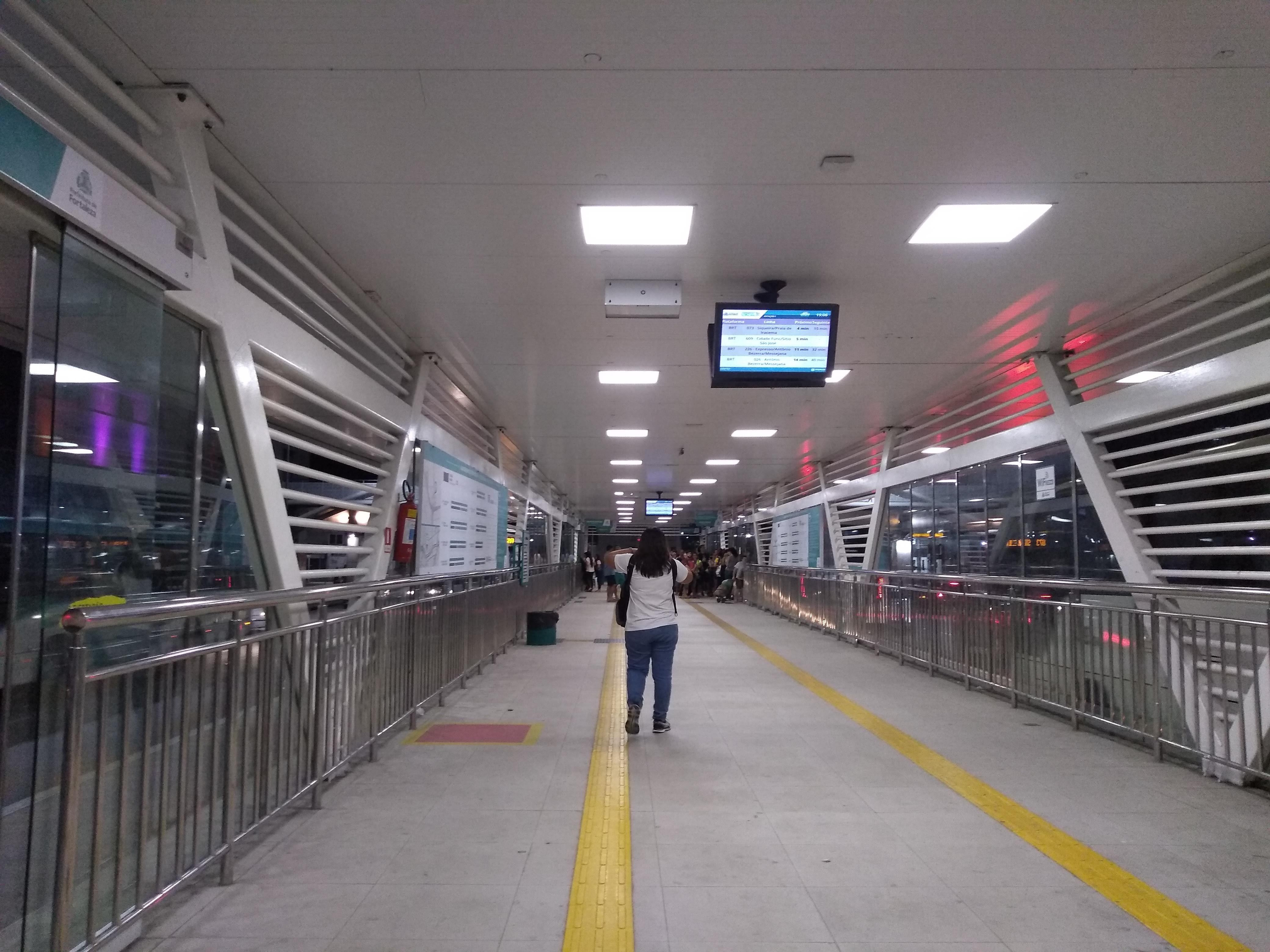
Interior da estação Fátima do corredor Messejana-Centro do Expresso Fortaleza.

As 15 estações do BRT de Fortaleza, possuem portas automáticas de vidro, internet wi-fi gratuita, rampas, barras de proteção, equipamentos sonoros e luminosos, piso tátil para pessoas deficientes visuais, mapa de localização em braile e painéis de informações sobre abrigos próximos.
As estações da Avenida Bezerra de Meneses são divididas em duas partes: Uma plataforma elevada para embarque e desembarque para ônibus com  portas á esquerda, e outra parte com abrigos localizados nos acesso as plataformas para embarque e desembarque das demais linhas de ônibus comuns que passam pela via.
Já as estações da Avenida Aguanambi possuem uma estrutura mais ampla e aprimorada em comparação a suas estruturas antecessoras, permitido a parada de até quadro ônibus padrons simultaneamente. As estações Jornal O Povo e Fátima são as maiores em área do sistema, se localizando cada uma em um dos extremos da Avenida Aguanambi, sendo também as únicas a contarem com uma estrutura unificada para os dois sentidos. As estações Matos Serras e Pergentino Ferreira, são divididas cada uma em duas estruturas (Sentido Sertão e Sentido Praia).

## Veículos
Os veículos utilizados são ônibus comuns tipo BRT, possuindo 13,2 metros de extensão, com cinco portas. Os veículos também são equipados com ar condicionado, câmeras, lixeiras, GPS, elevador para deficientes e painéis laterais eletrônicos para informar os itinerários. Apesar das portas altas do lado esquerdo, os veículos tem portas com degraus semelhantes aos convencionais do lado direito, o que possibilitaria o uso imediato nas paradas em nível com as calçadas. Os primeiros veículos foram adquiridos pelas empresas São José e Santa Cecília, divididos em chassi Volksbus/Man 17.260 OD, Mercedes-Benz OF 1724 e Volvo B270F, com carroceria Neobus Mega Plus e Mascarello Gran Via 2014.
O sistema também possuía 8 veículos articulados com 18,6 metros de comprimento, que podiam transportar até 180 passageiros, enquanto os ônibus comuns suportam no máximo 80. Todos possuíam ar-condicionado. As empresas Santa Cecília, Dragão do Mar, Maraponga, Siará Grande, Vega, Viação Fortaleza, Viação São José e Viação Urbana investiram em torno de R$ 6 milhões na aquisição dos ônibus articulados. Cada veículo custou, em média, R$ 750 mil.
Recentemente 7 unidades desses articulados foram desativados e vendidos para a cidade de Manaus

## Projetos Cancelados
Quando anunciado o Expresso Fortaleza deveria contar com 9 corredores expressos, sendo 7 em formato de BRT e 2 formato de BRS, mas por circunstancias não divulgadas alguns projetos caíram no esquecimento antes mesmo de serem executados. Foi o caso do corredores Perimetral-Juscelino Kubitschek, Primeiro Anel Expresso, Emílio de Menezes-Vital Brasil e Coronel Carvalho-Castelo Branco. Houve ainda os projetos cancelados de 3 outros corredores anunciados no pacote de mobilidade para a copa do mundo de 2014: BRT da Avenida Paulino Rocha, BRT da Avenida Dedé Brasil (Atualmente Avenida Dr. Silas Munguba) e BRT da Avenida Alberto Craveiro.

### Corredor Parangaba-Papicu
O corredor Parangaba-Papicu, anteriormente nomeado como Eixo Via Expressa/Raul Barbosa, tinha como objetivo ligar os terminais Papicu e Parangaba passando por importantes vias como: Via Expressa, Raul Barbosa, Alberto Craveiro e Silas Munguba.
A Prefeitura de Fortaleza iniciou no dia 30 de maio de 2015, as intervenções para implantação do túnel na Avenida Padre Antônio Tomás sob a Avenida Almirante Henrique Saboia (Via Expressa) e a rotatória com dois viadutos na Avenida Governador Raul Barbosa com Avenida General Murilo Borges. O anúncio foi feito no dia 25 de maio de 2015, no Paço Municipal, e integra as obras de mobilidade do projeto de mobilidade urbana do Eixo Via Expressa/Raul Barbosa, que contemplam o corredor. As intervenções custaram R$ 48 milhões, financiadas com recursos Caixa Econômica Federal (R$ 17 milhões para o túnel e R$ 31 milhões para a rotatória). 
A rotatória terá 90 metros de diâmetro, dotada com duas faixas para tráfego e dois viadutos de cerca de 312 metros de extensão fazendo a ligação sertão-praia. A interseção de vias contará com seis pontos de travessia para pedestres, iluminação, padronização dos passeios e projeto paisagístico com a plantação de novas mudas e espécies nativas.

### Corredor Conjunto Ceará-Paranagaba
O Corredor Conjunto Ceará-Parangaba, anteriormente chamado de Corredor Fernandes Távora-Expedicionários, foi mais um projeto divulgado pela Prefeitura Municipal de Fortaleza que não teve prosseguimento. Inicialmente, a construção do corredor ocorreria em três etapas, ligando o Terminal do Conjunto Ceará até o Terminal Sagrado Coração de Jesus, no Centro de Fortaleza, passando pelo Terminal Parangaba. 
Prometida para começar em 2014, as obras do corredor não chegaram a iniciar efetivamente, tanto por falta de recurso da União para a Prefeitura, quanto por apresentar o que o Tribunal de Contas da União (TCU) considera “irregularidades graves”.
Em novembro de 2016 uma nova tentativa de construção do corredor foi anunciada pela gestão municipal. Reformulado, o projeto contaria apenas com a primeira fase interligando os terminais do Conjunto Ceará e Parangaba, descartando o trecho até o centro de Fortaleza. Dessa forma, o projeto que era anteriormente era denominado "Fernandes Távora-Expedicionários", quando incluído as três fases, passou a ser mencionado como "Conjunto Ceará-Parangaba".  As obras estavam previstas para iniciar em janeiro de 2017.
No mesmo mês a obra teve o aval do TCU anunciado. Com o aval, as intervenções, previstas também no projeto anterior, poderiam ser retomadas em sua totalidade, em função de esclarecimentos prestados pela Secretaria Municipal da Infraestrutura (Seinf) ao TCU, referentes ao cálculo do dimensionamento do pavimento e estudos de viabilidade. 
Havia previsão de repasse do Orçamento Geral da União (OGU) de R$ 100 milhões, e da aplicação, a título de contrapartida, de R$ 96,291 milhões, totalizando o valor do investimento em R$ 196,29 milhões. De acordo com a Carta Consulta aprovada pelo Ministério das Cidades, R$ 125,3 milhões seriam destinados às obras, ao trabalho social, ao projeto e ao gerenciamento e R$ 71,0 milhões às desapropriações.
A construção do corredor nunca ocorreu e em seu lugar foi realizada apenas obras de requalificação da Avenida Senador Fernandes Távora. 

### Corredor Perimetral-Juscelino Kubitschek
O corredor expresso Perimetral-Juscelino Kubitschek, teria 20,1 km de extensão, ligando a periferia de Fortaleza de leste a oeste pelos terminais Messejana e Antônio Bezerra, sendo possível a integração dos demais corredores radiais que ligam a periferia ao Centro da cidade. As obras de melhoramento viário abrangeriam a instalação de 80 estações de embarque e desembarque, 6 túneis, 2 viadutos, ciclovia e requalificação do pavimento e calçadas, proporcionando integração com outro corredores previstos. Tais intervenções tornariam a Avenida Perimetral em uma via expressa, ou seja, sem cruzamentos. A obra teria um investimento de R$ 297 milhões.

### Corredor do Primeiro Anel Expresso
Com um investimento previsto de R$ 189 milhões, o corredor do Primeiro Anel Expresso de Fortaleza, teria extensão de 6,8 km, fazendo a ligação entre o Mucuripe e a Avenida Leste-Oeste, na altura da Escola de Aprendizes Marinheiros, criando um arco expresso que contorna a região central da cidade. O corredor daria prosseguimento ao projeto original da Via Expressa, sendo dividido em dois trechos. O primeiro trecho inicia-se na Avenida Raul Barbosa, seguindo paralelo ao canal da Aerolândia e ao longo das Avenidas Borges de Melo, Aguanambi, Eduardo Girão, chegando à Avenida João Pessoa, perfazendo uma extensão de 4,8 km. O segundo trecho segue da Avenida Bezerra de Menezes, pela Avenida José Bastos, até chegar à Avenida Leste-Oeste, completando 2 km de extensão. O projeto previa 28 estações de embarque e desembarque, 9 viadutos, 4 túneis, ciclovia e requalificação viária.

### Corredores BRS
O corredor Emilio de Menezes-Vital Brasil tinha como objetivo a implantação de 6,6 km de corredor preferencial para transporte público no modelo BRS ao longo das Ruas Emílio de Menezes e Vital Brasil, possibilitando ligação do Terminal do Conjunto Ceará ao corredor expresso José Bastos-Augusto dos Anjos e Perimetral, beneficiando os bairros Conjunto Ceará, Granja Portugal e Bom Sucesso. A estrutura básica do projeto foi alterada vindo a se tornar o Corredor de BRT Conjunto Ceará-Parangaba. Tinha um valor de financiamento estimado em R$ 55 milhões.
Já o corredor Coronel Carvalho-Castelo Branco teria um investimento de R$ 49 milhões, seriam implantados 12,4 km de corredor expresso de ônibus no modelo BRS ao longo das Avenidas Coronel Carvalho, Radialista José Lima Verde e Presidente Castelo Branco (Conhecida como Avenida Leste-Oeste). 
O corredor proporcionaria a ligação expressa entre o Terminal Antônio Bezerra e a Avenida Alberto Nepomuceno, na zona central da cidade proporcionando integração com os corredores Perimetral-Juscelino Kubitschek e 1º Anel Expresso, ambos também cancelados. A requalificação das vias componentes deste corredor previa a implantação de um novo pavimento, recebendo os serviços de drenagem, padronização de calçadas, sinalização, paisagismo e iluminação. No projeto, ainda estava prevista 48 estações de embarque e desembarque de passageiros.